# Engie Mitre
Pour les articles homonymes, voir Mitre (homonymie).
Engie Mitre (né le 16 octobre 1981 à Panama au Panama) est un footballeur international panaméen, qui évolue au poste de milieu de terrain.

## Biographie

### Carrière en sélection
Avec l'équipe du Panama, il joue 32 matchs (pour aucun but inscrit) entre 2004 et 2007. 
Il figure dans le groupe des sélectionnés lors des Gold Cup de 2005 et de 2007. Il atteint la finale de cette compétition en 2005, en étant battu par les États-Unis.
Il joue également 11 matchs comptant pour les tours préliminaires de la coupe du monde 2006.

## Palmarès
| \| Plaza Amador - Championnat du Panama (2) : - Champion : 2002 et 2005. \| \| Chorrillo - Championnat du Panama (1) : - Champion : 2011 (Ouverture). \| |  | Panama - Gold Cup : - Finaliste : 2005.                                |
| Plaza Amador - Championnat du Panama (2) : - Champion : 2002 et 2005.                                                                                    |  | Chorrillo - Championnat du Panama (1) : - Champion : 2011 (Ouverture). |